# Тагакюла
Тагакюла (ест. Tagaküla, виро Tagakülä) — село в Естонії, входить до складу волості Виру, повіту Вирумаа.